# معصوم‌آباد و علی‌آباد کریک
معصوم‌آباد و علی‌آباد کریک، روستایی از توابع بخش مرکزی شهرستان دنا در استان کهگیلویه و بویراحمد ایران است.

## جمعیت
این روستا در دهستان دنا قرار دارد و براساس سرشماری مرکز آمار ایران در سال ۱۳۸۵، جمعیت آن ۷۵۳ نفر (۱۷۷خانوار) بوده‌است.